# Ferrières (Charente-Maritime)
Ferrières település Franciaországban, Charente-Maritime megyében. Lakosainak száma 1459 fő (2022. január 1.). Ferrières Benon, Courçon, Saint-Cyr-du-Doret, Saint-Jean-de-Liversay és Saint-Sauveur-d’Aunis községekkel határos.

## Népesség
A település népességének változása:
| Lakosok száma | 300  | 270  | 306  | 650  | 806  | 831  | 922  | 1066 | 1183 | 1459 |
|               | 1968 | 1982 | 1990 | 2006 | 2013 | 2015 | 2017 | 2019 | 2020 | 2022 |